# アルフレッド・スケールズ
アルフレッド・ムーア・スケールズ（Alfred Moore Scales, 1827年11月26日 - 1892年2月9日）は、アメリカ合衆国ノースカロライナ州の弁護士。教育者でもあり、また南北戦争のときは南軍の将軍でもあった。1885年から1889年まで民主党員としてノースカロライナ州知事を務めた。

## 初期の経歴
スケールズはノースカロライナ州ロッキンガム郡リーズビルで生まれた。両親はロバート・H・スケールズ博士とその夫人であり、教育の価値を強く信奉する者だった。スケールズは長老派教会の学校、コールドウェル教育機関およびノースカロライナ大学チャペルヒル校で学んだ後、暫くは教師をした。後にウィリアム・H・バトル判事やセトル判事と共に法律を学び、ノースカロライナ州マディソンに法律事務所を開業した。

## 戦前の公職
スケールズは1852年に郡巡回検事に選出された。ノースカロライナ州議会議員には4度選ばれ、財務委員長を務めた。1854年、ホイッグ党の強い選挙区で民主党員としてアメリカ合衆国下院議員を目指し、接戦だったが落選した。1857年にアメリカ合衆国下院議員に当選したが、2年後の再選は適わなかった。1858年から1861年春まで、ロッキンガム郡衡平法裁判所の事務官と補佐官を務めた。1860年のアメリカ合衆国大統領選挙では、ジョン・ブレッキンリッジ候補者の選挙人となり、その結果ノースカロライナ州の脱退論議に巻き込まれた。

## 南北戦争での従軍

### 初期の軍歴
南北戦争を通じてスケールズの軍歴はロバート・E・リーの北バージニア軍と共にあった。ワシントンから軍隊の要求があって間もなく、スケールズはノースカロライナ州の部隊に兵卒として入隊したが、直ぐに第13歩兵連隊H中隊の大尉に選出され、1861年11月14日には、ウィリアム・ドーシー・ペンダー将軍の後を継いで大佐に選ばれた。半島方面作戦ではヨークタウンの包囲戦やウィリアムズバーグの戦いに参戦し、さらにリッチモンド近くの七日間の戦いを戦った。マルバーンヒルの戦い後、スケールズは疲労で倒れ、ほとんど死にそうになった。上官のサミュエル・ガーランド・ジュニア准将はその報告書で、スケールズは「その素晴らしい持久戦で異彩を放った。コールドハーバーでの重要な時点で連隊旗を掴み前線に出て、その第13連隊に耐えるよう要求し、陣地にあった兵士達に自信を取り戻させ戦いを続けさせた」と述べた。体調が回復するために11月までかかったので、第二次ブルランの戦いやアンティータムの戦いには参戦できなかったが、フレデリックスバーグの戦いには間に合い、その後チャンセラーズヴィルの戦いに参戦した。
1862年から1863年に掛けての冬に、35歳のスケールズ大佐は18歳のケイト・ヘンダーソンと結婚した。ケイトはノースカロライナ州ガストン郡の著名な家の娘だった。
1862年12月のフレデリックスバーグではスケールズはペンダー将軍が負傷したときに、一時的に旅団指揮を執った。ペンダーは北軍の攻撃を受けているときに、「あのろくでなしを追い返せ」と言って、指揮を渡した。スケールズは即座に第22ノースカロライナ連隊のC・C・コール少佐に敵を押し返すように命じ、このことはA・P・ヒル将軍が「立派に行われた」と報告した。
スケールズは1863年5月のチャンセラーズヴィルの戦いでも傑出した働きをしたが、このとき太腿を負傷し、失血で後方に退かざるを得なくなるまで戦場にあり続けた。ペンダー将軍が「任務、勇気および大胆さの模範として持ち上げること以外何も言うことは無い」と言ったのはその連隊に対してだった。その公式報告書でもスケールズ大佐のことを「まさに任務に最適の勇敢な男」と言及した。

### ゲティスバーグ方面作戦
スケールズは傷の治療のために家に居る間の1863年6月13日に准将に昇進し、原隊に復帰すると、A・P・ヒルの軽師団長にペンダー将軍が昇進したときに、スケールズもペンダーが指揮していた旅団の長となった。ゲティスバーグの戦い初日、ペンダー師団の中にあって、アブナー・M・ペリン旅団がセミナリーリッジの北軍戦線を突破し、セメタリーヒルまで敵を後退させるお膳立てをしたのがスケールズの旅団による攻撃だった。
この攻撃の間、スケールズ旅団は激しい損失を出した。スケールズ自ら偉大な勇敢さをもって戦い、セメタリーリッジでは砲弾の破片で重傷を負った。その旅団の野戦士官は2人を除いて戦死するか負傷し、チャンセラーズヴィルの戦いでの恐ろしい損失で既にかなり減っていた部隊は、このとき参戦した1,350名のうち550名近くを失った。
ゲティスバーグの2日目は小戦闘に参加しただけだったが、3日目は有名なピケットの突撃に参加した。ペンダー将軍の師団の半分に当たるジェイムズ・H・レーンとスケールズの旅団が、ジョージ・ピケットとジョンストン・ペティグルーの師団と共にこの突撃に加わった。ペンダーが負傷していたので、その突撃に加わった2個旅団はアイザック・トリンブル少将の指揮下に置かれた。スケールズも負傷していたので、その旅団はウィリアム・リー・J・ローレンス大佐が突撃を指揮した。その旅団の部隊はこの勇敢だが失敗差突撃で、南軍の中では最も前進した部隊となった。
スケールズはペンダー将軍と共に救急車でバージニア州に戻り、ウィンチェスターに残されていた後で、傷から快復し軍務に戻った。不幸なことにペンダー将軍はその負傷が因で死んだ。

### ゲティスバーグ以後の軍歴
スケールズは傷が概ね快復したので軍務に戻った後、荒野の戦い、スポットシルバニア・コートハウスの戦いおよびピーターズバーグ包囲戦など、1864年の北バージニア軍の作戦行動に加わった。スケールズは以前の傷が完全には快復できていなかったので、戦争の終盤は休暇を取って、アポマトックス・コートハウスで南軍が降伏した時はノースカロライナ州の自宅に戻っていた。スケールズが仮釈放されたという記録は残っていないが、1865年6月22日にローリーで恩赦を適用され、1866年6月18日に放免された。

## 戦後の公職
戦後、スケールズは法律実務に復帰し、それで大きな評判を勝ち得た。1874年アメリカ合衆国下院議員（第44期）に選出され、その後も4期連続して再選された。1884年には2万票以上の得票差でノースカロライナ州知事に当選した。1888年にその任期が切れたとき、恒久的に政界から引退し、合衆国下院議員に復帰する要請も何度か断った。知事を辞めたスケールズはグリーンズボロのピドモント銀行総裁に選ばれこれを死ぬまで続けた。
スケールズは知事を溜めた後は健康を害したままだった。その症状はブライト病と診断され、その脳に影響を与えたので、最期の数ヶ月間は短い間だけ間欠的に意識が戻るだけだった。スケールズはグリーンズボロで死去し、同地のグリーンヒル墓地に埋葬された。
アルフレッド・スケールズはあらゆる人に愛され尊敬された。歴史家ダグラス・S・フリーマンは述べているように、リー将軍はチャンセラーズヴィルの戦い後に8人を准将に昇格させる必要があって議論したときに、「1人の昇進は当然のことだ...」と言い、スケールズが8人のうちの最初の者だとした。スケールズが死んだとき、グリーンズボロの全ての店が休業し、全市民が葬儀に参列した。その家庭生活は何時も心豊かなものだった。その死後には妻のケイトと娘のジョン・ノーブル・ワイリー婦人が残された。